# Planzeichenverordnung
Die Planzeichenverordnung regelt die in Bauleitplänen nach dem Baugesetzbuch (Bebauungs- und Flächennutzungspläne) zu verwendenden Planzeichen.